# ژاک کوری
 ژاکوس کوری (انگلیسی: Jacques Curie؛ زاده ۲۹ اکتبر ۱۸۵۶ درگذشته ۱۹ فوریهٔ ۱۹۴۱) یک فیزیک‌دان اهل فرانسه بود.